# Jeff Perry (Schauspieler)

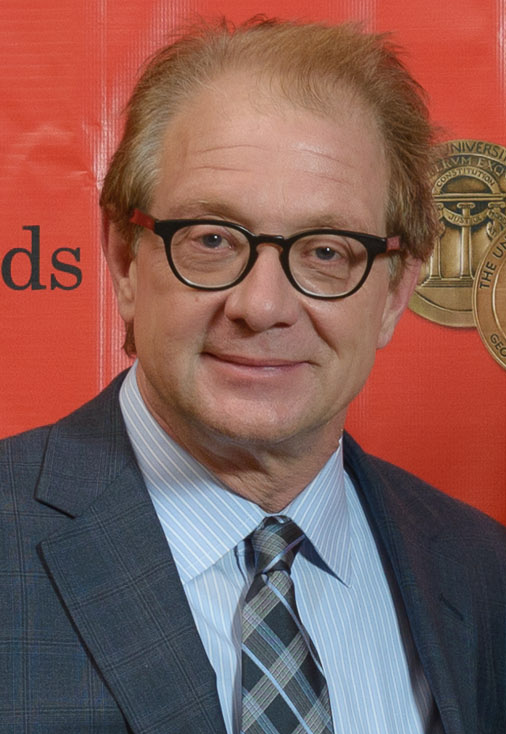
Jeff Perry (2014)

Jeff Perry (* 16. August 1955 in Highland Park, Illinois) ist ein US-amerikanischer Schauspieler mit Rollen in Film, Fernsehen und Theater.

## Leben
Perry wuchs in Highland Park, Illinois als Sohn von Joe und Jane Perry auf. Sein Vater war Lehrer an der Highland Park High School. Auf Anregung einer seiner Schwestern spielte er eine Rolle in einer Schulaufführung, wodurch sein Interesse an der Schauspielerei geweckt wurde.
Aus einer Schulvereinigung heraus startete Perry gemeinsam mit seinen Schauspielkollegen Gary Sinise und Terry Kinney im Keller einer Stadtkirche die Produktionsfirma Steppenwolf Theatre Company in Chicago, Illinois, die im Laufe der Zeit zu internationaler Bekanntheit gelangte und unter anderem Schauspieler wie John Malkovich, John Mahoney und Joan Allen unter Vertrag hatte. Nachdem er nahezu zwei Jahrzehnte mit der Steppenwolf Theatre Company verbracht hatte, ging Perry 1987 nach Los Angeles, wo er bis heute seiner Arbeit für Film und Fernsehen nachgeht.
In der Polizei-Serie Nash Bridges verkörperte er den Polizei-Inspektor und eingefleischten Grateful-Dead-Fan Harvey Leek. Er trat auch als reizbarer Vorgesetzter von Kevin Bacons Detective in Wild Things (1998) auf. Er spielte im Fernsehen und Film unter anderem in Der menschliche Makel (2003) und Grifters (1990) und hatte Auftritte in The West Wing – Im Zentrum der Macht (1999), Emergency Room (2003), Lost (2005), My So-Called Life (1994), Prison Break (2006) und Grey’s Anatomy (2006–2011). 2012 bis 2018 übernahm er eine tragende Rolle in der Fernsehserie Scandal.
Perry kehrt häufig zur Steppenwolf Company zurück, um dort eine Rolle zu spielen oder Schüler zu unterrichten.
In den Jahren 1983 bis 1992 war Perry mit der Schauspielerin Laurie Metcalf verheiratet. Gemeinsam haben sie eine Tochter, Zoe Perry.

## Filmografie (Auswahl)
- 1989: Columbo: Die vergessene Tote (Murder, Smoke and Shadows, Fernsehreihe, Folge 8x02)
- 1989–1991: Die besten Jahre (Thirtysomething, Fernsehserie, 2 Folgen)
- 1990: Grifters (The Grifters)
- 1993: Body of Evidence
- 1993: L.A. Law – Staranwälte, Tricks, Prozesse (L.A. Law, Fernsehserie, 3 Folgen)
- 1994–1995: Willkommen im Leben (My So-Called Life, Fernsehserie, 4 Folgen)
- 1995: Chicago Hope – Endstation Hoffnung (Chicago Hope, Fernsehserie, 3 Folgen)
- 1996–2001: Nash Bridges (Fernsehserie, 122 Folgen)
- 1997: In eisige Höhen – Sterben am Mount Everest (Into Thin Air: Death On Everest)
- 1998: Wild Things
- 1999: Meyer Lansky – Amerikanisches Roulette (Lansky)
- 2002: Frasier (Fernsehserie, 1 Folge)
- 2003: Emergency Room – Die Notaufnahme (ER, Fernsehserie, Folge 9x16)
- 2003: The West Wing – Im Zentrum der Macht (The West Wing, Fernsehserie, 1 Folge)
- 2003: Der menschliche Makel (The Human Stain)
- 2005: Lost (Fernsehserie, 1 Folge)
- 2006–2007: Prison Break (Fernsehserie, 4 Folgen)
- 2006–2019: Grey’s Anatomy (Fernsehserie, 15 Folgen)
- 2008: Memories to Go – Vergeben... und vergessen! (Diminished Capacity)
- 2012–2018: Scandal (Fernsehserie, 121 Folgen)
- 2018: Dirty John (Fernsehserie, 3 Folgen)
- 2018: Lizzie Borden – Mord aus Verzweiflung (Lizzie)
- 2021: Nash Bridges (Fernsehfilm)
- 2022: Inventing Anna (Miniserie)
- 2023: Alaska Daily
- 2024: Monster: Die Geschichte von Lyle und Erik Menendez (Monsters: The Lyle and Erik Menendez Story, Miniserie, 9 Folgen)